# 순성중학교
순성중학교(順城中學校)는 대한민국 충청남도 당진시 순성면 봉소리 공립 중학교.

## 학교 연혁
- 1978년 12월 29일 : 학교 설립인가 (9학급, 학년당 3학급)
- 1979년 3월 10일 : 개교, 입학식(신입생 3학급 195명)
- 1992년 2월 29일 : 학급수 변경(6학급)
- 2024년 2월 7일 : 제43회 졸업(13명, 누계 2,946명)
- 2024년 3월 1일 : 제26대 이종환 교장 부임
- 2025년 1월 8일 : 제44회 졸업(24명, 누계 2,970명)

## 참고 자료
- 순성중학교 - 한국교육학술정보원 학교알리미